# マイケル・フラットレー
マイケル・フラットレー（Michael Ryan Flatley、1958年7月16日 - ）は、アメリカ合衆国のアイリッシュダンスのダンサー、振付師である。アイルランド系アメリカ人。
リバーダンスの振付師、初代リードダンサーとして有名。
1秒間に35回タップをする事ができ、世界一早くタップを鳴らせる人物としてギネスにも記載された。
彼の両足には2500万ポンド(日本円にして約32億5000万円)の保険がかけられていた。
権利問題でリバーダンスを離脱した後に、ロードオブダンスという団体を立ち上げた。
1988年に人間国宝に相当するナショナル・ヘリテージ・フェローシップ受賞した。
2001年7月29日、引退。引退後はリバーダンスとの権利問題を和解。障害児への人道的な援助、複数の団体に寄付をするなど福祉活動に力を入れており、その貢献が認められて、Variety Club of Great Britain（病気や障害を持つ子供達を支援する世界最大規模の慈善団体、Variety Club Children's Charitiesの英国支部）のクリスマス昼食会に主賓として招かれ、その席でIrish Dancing Commissionより功労賞が贈られた。